# Alfonso Bialetti
Alfonso Bialetti (Casale Corte Cerro, 17 giugno 1888 – Omegna, 5 marzo 1970) è stato un inventore, imprenditore e operaio italiano.

## Biografia
Nacque a Montebuglio, frazione del comune di Casale Corte Cerro, nel Cusio. Emigrò giovanissimo in Francia, dove divenne operaio fonditore. Nel 1918 fece ritorno nella natìa Montebuglio e l'anno successivo aprì una fonderia nella limitrofa Crusinallo, la Alfonso Bialetti & C. - Fonderia in Conchiglia, che produceva semilavorati in alluminio. Nella sua esperienza lavorativa francese Bialetti aveva appreso la tecnica di fusione in conchiglia dell'alluminio, che lo orientò verso gli anni trenta alla progettazione di uno strumento domestico in metallo per la preparazione del caffè. 
Il 1933 fu l'anno dell'invenzione di un apparecchio che rivoluzionò totalmente il metodo della preparazione del caffè, soppiantando le tradizionali napoletane: la moka. Progettata dallo stesso Alfonso, la sua produzione venne avviata in quello stesso anno e fino al dopoguerra rimase a carattere artigianale, con 70.000 pezzi l'anno.
Leggenda vuole che l'idea per questa invenzione sia venuta a Bialetti grazie alla "lisciveuse", antenata della moderna lavatrice, che si componeva di un pentolone in cui l'acqua veniva fatta bollire e il vapore, salendo, arrivava ai panni posti sopra un filtro: in pratica lo stesso meccanismo della moka. Il nome invece fu scelto in onore della città di Mokhā, nello  Yemen, famosa esportatrice di una varietà di caffè estremamente apprezzata. In quegli anni l'alluminio era diventato molto comune: ben si prestava alla costruzione della moka perché è leggero, ma resistente, e allo stesso tempo era sinonimo di modernità.
Nel 1946 il figlio Renato, tornato dall'internamento in un campo di prigionia tedesco durante la seconda guerra mondiale, prese le redini dell'azienda. Con una efficace strategia aziendale valorizzò l'invenzione del padre, avviando la produzione su scala industriale delle caffettiere e la successiva e intensa pubblicizzazione dal 1953 con "l'omino coi baffi", una caricatura dello stesso Renato Bialetti, creato da Paul Campani.
Da allora la moka si diffuse rapidamente in tutto il mondo e la sua produzione raggiunse oltre 1 milione di pezzi l'anno.